# Tearing

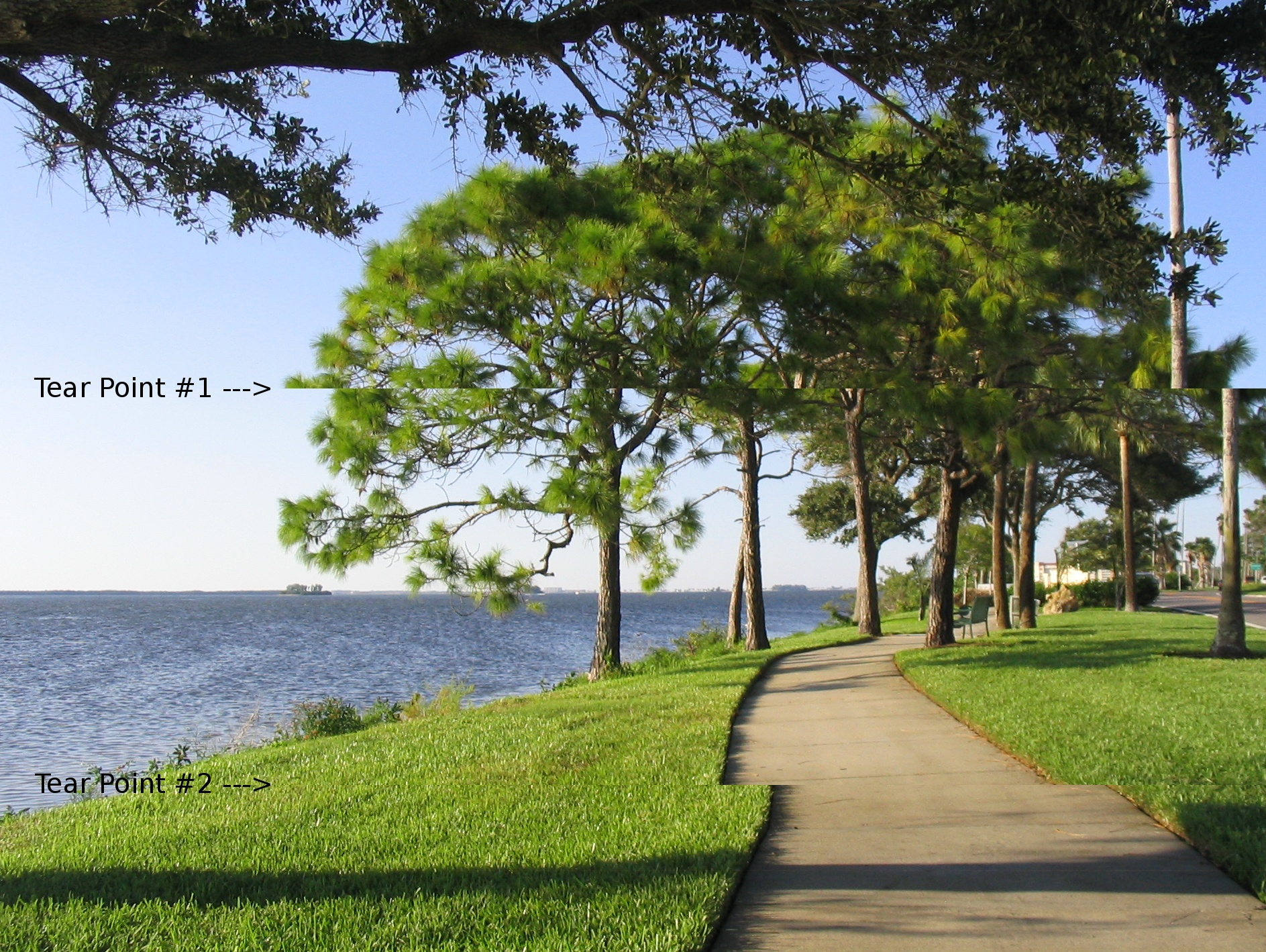
Una anomalía típica de desgarro de vídeo (imagen simulada)

Screen tearing, a veces denominado en español como rasgado de imagen, es una anomalía visual que ocurre cuando un dispositivo de visualización muestra información de varios fotogramas en una misma composición de pantalla.
La anomalía se produce cuando la alimentación de vídeo al dispositivo no está sincronizada con la frecuencia de refresco de la pantalla. Esto puede ser causado por frecuencias no coincidentes, o simplemente por falta de sincronización entre dos tasas de fotogramas iguales. En el primer caso, la línea de desgarro se moverá con velocidad proporcional a la diferencia entre la tasa de fotogramas, y en el otro se encontrará en un lugar fijo correspondiente a la diferencia de fase entre ellas. Durante el movimiento del vídeo, el rasgado de la pantalla crea un aspecto de corrimiento donde los bordes de objetos como paredes o árboles no consiguen alinearse.
El "tearing" se puede producir incluso en las tecnologías de visualización y las tarjetas de vídeo más comunes, y destaca más en visuales con movimiento horizontal, como por ejemplo en las cámaras lentas de las películas o en los clásicos videojuegos de desplazamiento lateral.
El desgarro de la pantalla es menos notable cuando más de dos fotogramas acaban de representarse durante el mismo intervalo de actualización, puesto que esto significa que la pantalla tiene varios desgarros más estrechos, en lugar de uno más ancho.

## Prevención
Las maneras de evitar el tearing de vídeo dependen del dispositivo de visualización, la tecnología de la tarjeta de vídeo, el software en uso y de la naturaleza del material de vídeo.
La mayoría de los sistemas utilizan una estrategia de doble buffer, junto con algunos métodos de sincronización de los ciclos de refrescos de la memoria de vídeo.

### Sincronización vertical
La sincronización vertical es una opción en la mayoría de los sistemas en los que se impide que la tarjeta de vídeo pueda hacer cualquier cosa visible a la memoria de la pantalla hasta que el monitor finalice su actual ciclo de vídeo.
Durante el intervalo de cobertura vertical, el controlador ordena que la tarjeta de vídeo copie rápidamente el área gráfica fuera de pantalla, al área de visualización activa, o trate ambas áreas de memoria como visualizables y simplemente cambie entre ellas.
Los adaptadores de vídeo Nvidia y AMD ofrecen una opción "Adaptive Vsync", que solo activará la sincronización vertical cuando la velocidad de fotograma del software exceda la velocidad de refresco de la pantalla, inhabilitándola en caso contrario. Esto elimina la tartamudez que se produce cuando la velocidad de fotograma del motor de renderización baja por debajo de la velocidad de refresco de la pantalla.
Alternativamente, tecnologías como FreeSync y G-Sync, revierten el concepto y adaptan la velocidad de actualización de la pantalla al contenido procedente del ordenador. Estas tecnologías requieren apoyo específico tanto del adaptador de vídeo como de la pantalla.

### Complicaciones
Cuando se utiliza la sincronización vertical, la velocidad de fotograma del motor de representación se limita a la velocidad de fotograma de la señal de vídeo. Esta característica mejora la calidad del vídeo, pero comporta reducciones en algunos casos.

#### Judder
La sincronización vertical también puede causar artefactos en presentaciones de vídeos y películas, puesto que generalmente se registran a ritmos de fotograma significativamente inferiores a las tasas de fotogramas de monitor (24-30 cuadros). Cuando una película se reproduce en un monitor establecido para una velocidad de refresco típica de 60 Hz, y el reproductor de vídeo tiene bastante frecuencia, algunos fotogramas se muestran ligeramente más rápido de lo previsto, produciendo un efecto similar al judder (Ver Telecine).

#### Retardo de entrada (Input Lag)
Los videojuegos, que utilizan una gran variedad de motores de renderización, suelen beneficiarse visualmente de la sincronización vertical, puesto que normalmente se espera que un motor de renderización construya cada fotograma en tiempo real, en función de las variables del motor que se especifican en el momento en que se pide un fotograma. Aun así, como que la sincronización vertical causa un retraso de entrada o input lag, interfiere con la naturaleza interactiva de los juegos, y particularmente interfiere en los juegos que requieren un tiempo preciso o tiempo de reacción rápidos.

#### Benchmarking
Finalmente, hacer una comparativa con una tarjeta de vídeo o con un motor de renderización, generalmente implica que el hardware y el software hagan la pantalla lo más rápido posible sin tener en cuenta las capacidades de monitorización ni los desgarramientos de vídeo resultantes. En caso contrario, el monitor y la tarjeta de vídeo aceleran el programa de referencia, provocando resultados no válidos.

### Otras técnicas
Algunos sistemas gráficos permiten que el software realice sus accesos a la memoria, de forma que se mantengan al mismo tiempo respecto al ciclo de actualización del hardware de la pantalla, conocido como interrupción de raster. En este caso, el software escribe en las áreas de la pantalla que se acaban de actualizar, quedándose detrás del punto de actualización activo del monitor. Esto permite obtener rutinas de copia o renderizar motores con un rendimiento menos previsible, siempre que el motor de renderización pueda "ponerse al día" con el punto de actualización activo del monitor cuando quede atrás.
De forma alternativa, el software puede mantenerse justo por delante del punto de refresco activo. En función de la distancia que se decida para quedarse, este método puede exigir un código que copie o haga que la pantalla tenga una velocidad fija y constante. Demasiada latencia hace que el monitor supere el software a veces, dando lugar a artefactos, esguinces, etc.
El software de demostración en sistemas clásicos como el Commodore 64 y el ZX Spectrum, explotaba a menudo estas técnicas, debido a la naturaleza previsible de sus respectivos sistemas de vídeo para obtener efectos que, de otra manera, serían imposibles.